# Universidade Aurora (Xangai)
A Universidade Aurora (em francês:  Université l'Aurore, chinês tradicional: 震旦大學, pinyin: Zhèndàn Dàxué) foi uma universidade católica em Xangai de 1903 a 1952. A universidade foi fundada em 27 de fevereiro de 1903 por jesuítas franceses. Em 1905, Ma renunciou ao estabelecimento da Universidade de Fudan, e Aurora foi administrada pelos jesuítas franceses até a Revolução Comunista. A partir de 1908, foi localizado na Concessão Francesa de Xangai.
Em 1952, a Universidade Aurora se fundiu à Universidade Normal da China Oriental e à Universidade de Fudan, enquanto o departamento de química foi absorvido pelo recém-fundado Instituto de Tecnologia Química da China Oriental e a escola de medicina ingressou na Segundo Colégio Médico de Xangai.